# IPW Ignition
O IPW Ignition é um programa de televisão de wrestling profissional exibido pela Alt TV na Nova Zelândia, desde 10 de fevereiro de 2007, e depois disponível para o mundo inteiro através do sistema de broadcasting. O IPW Ignition traz profissionais que integram o plantel da Impact Pro Wrestling, uma das promoções de wrestling profissional na Nova Zelândia.
O IPW Ignition foi o segundo programa de wrestling profissional transmitido no país, após On the Mat e atualmente disputa a popularidade com o seu rival Off the Ropes, da Kiwi Pro Wrestling (KPW).